# Faro de Makemo
El faro de Makemo está construido sobre el atolón de Makemo, en el archipiélago de las Tuamotu, en Polinesia Francesa. 
Se desconoce su fecha de construcción. Reemplaza el faro del atolón de Fakarava, que dejó de prestar servicio y que se ubica sobre otro atolón de las Tuamotu.